# پویلیو
پویلیو (به ایتالیایی: Poviglio) یک کومونه در ایتالیا است که در استان رجو امیلیا واقع شده‌است. پویلیو ۴۳٫۷ کیلومتر مربع مساحت و ۷٬۳۳۰ نفر جمعیت دارد.

## خواهرخوانده
شهر Plédran خواهرخواندهٔ پویلیو هست.